# Узундере (Агдамский район)
Узун-дере (азерб. Uzundərə, букв. - длинное ущелье) - топоним в Агдамском районе Азербайджана, а также бывшая военная база и военный полигон Советской армии, расположенный в Агдамском районе Азербайджанcкой ССР, в 6 км от центра города Агдам; а в 1993-2020 гг. находился под оккупацией и эксплуатировался ВС Армении.

## История

### Топоним
В Азербайджанской Республике, Узбекистане, Турции, а также в Южном Азербайджане (на севере Ирана), существует ряд топонимов под названием "Узун-дере". Однако, именно для топонима Узундере, расположенного на территории Агдамского района, существует одноименный танец. 
Железнодорожная ветка Кочарли - Агдам, пересекает Узун-Дере по мосту, который в советское время также назывался - "мост через Узундере".

### Военная база в СССР
Во времена СССР здесь располагались склад артиллерийских боеприпасов Закавказского военного округа Министерства Обороны СССР и база № 44060 армии СССР. На этом военном складе хранилось 728 вагонов артиллерийских боеприпасов, 245 вагонов реактивных снарядов, 131 вагон пуль для стрелкового оружия. К таким боеприпасам относились пули, гранаты, артиллерийские снаряды калибра от 76 мм до 152 мм, танковые снаряды, ракеты для "град и Смерч", пять БМП-1, Пять 110-мм снарядов.

### Неудачные нападения
13.01.1990 г. на базу было совершено нападение, где вооруженном конфликте с советскими солдатами погибли 6 нападавших.
В ходе очередного штурма военной базы 15.01.1990 г. был тяжело ранен советский солдат.
В ночь с 18 на 19 января 1990 г. (когда в Баку происходили события Черного Января) на базу было совершено новое нападение, в ходе которого советские солдаты открыли огонь по машине нападавших и взорвали ее. В этом столкновении также был тяжело ранен советский солдат.
В следующем штурме, проведенном в конце мая 1990 г., один советский солдат, этнический азербайджанец, был убит, а еще один ранен.
В ходе очередного нападения в феврале 1991 г. был убит советский солдат. До сих пор неизвестно кто организовал это нападение - азербайджанцы или армяне.
В ходе очередного штурма в ночь с 10 на 11 июля 1991 г. советскими войсками было убито 5 нападавших.

### Передислокация военной части
В конце 1991 года Советская Армия начала покидать базу в Узун-Дере, а воинская часть № 44060 была переформирована в России под Екатеринбургом.
После распада СССР на базе в Узун-Дере продолжали служить около 40 солдат бывшей армии СССР. В это время на базе оставалось 200 тысяч тонн оружия и боеприпасов.

### Полицейская операция
23-26 февраля 1992 г. УВД Агдама, при поддержке недосформированных частей Национальной Армии Азербайджана, а также местных добровольческих батальонов, перешла в наступление и взяла базу под контроль. При этом азербайджанцы, служившие в строительном батальоне на базе, также оказали поддержку в проведении указанной операции.
Во время указанного штурма были ранены два русских солдата, а взятые под стражу солдаты славянских национальностей были отправлены в штаб Российской армии в Баку. Об их дальнейшей судьбе сведений нет.
По утверждению одного из бывших командиров добровольческого батальона в Агдаме Надира Джафарова по прозвищу Надир Черный, участвовавшего в штурме базы Узун-Дере в 1992 г.,  до начала операции было установлено, что база находилась под контролем армянских сепаратистов. Но эта версия позднее была опровергнута в рапортах Полицейского управления.
Хотя военная база была взята под контроль полиции, в силу противостояния с советскими войсками, полиция вынуждена была попросить помощи у вооруженных формирований,  которые на тот момент не подчинялись центральным властям в Баку, участвовать в распределении вооружений из базы. В результате, ситуация вышла из-под контроля полиции и определенная часть боеприпасов с базы попала на черный рынок. Кроме того, часть вооружений и боеприпасов с базы была уничтожена и выведена из строя по неосторожности или в силу расточительства.
Позже, в том же году база была передана под контроль Национальной Армии Азербайджана.

### Реакция России на полицейскую операцию
По некоторым утверждениям, причина, по которой Россия во время Первой Карабахской войны предоставила огромное количество оружия ВС Армении, была связана с захватом склада в Узун-Дере. Якобы таким образом власти РФ стремились повысить военную мощь ВС Армении по сравнению с военной мощью ВС Азербайджана.

### Оккупация
В 1994 году ущелье и сама база Узун-Дере были оккупированы частями армии РФ и передана под контроль ВС Армении, которая вела дальнейшее наступление с использованием боеприпасов, оставшихся в базе в момент оккупации.
После окончания Первой Карабахской войны здесь располагалась военная база и военный учебный полигон ВС Армении. Кроме того, само ущелье использовался как рубеж и по всему ущелью были организованы военные укрепления и военное дежурство. 
При этом, гражданская инфраструктура вокруг ущелья была полностью уничтожена.
В период прекращения огня (1994-2020 гг.) воздушное расстояние между расположением базы Узун-Дере и передовыми позициями ВС Азербайджана составляло около 3000 метров, а между ближайшей частью ущелья и селом Чеменли Агдамского района - всего 50 метров.
За время прекращения огня в Нагорном Карабахе на основании Бишкекского протокола, ВС Армении каждый год проводили учения в ущелье Узундере и Азербайджанская Республика неоднократно выражала протесты, дипломатические ноты и заявления в связи с указанными военными учениями.
В ноябре 2014 года ВС Азербайджана здесь уничтожили участвовавший в учениях ударный вертолет Ми-24, находившимся под управлением ВС Армении.

### Возвращение под контроль Азербайджана
Во время Второй Карабахской Войны по целям в Узун-Дере наносились интенсивные артиллерийские удары. Примечательно то, что в эти дни по разным ТВ каналам Азербайджана транслировался одноимённый танец Узундара.
20.11.2020 г. расположение базы Узун-Дере перешло под контроль ВС Азербайджана в соответствии с трёхсторонним заявлением глав государств и правительств Азербайджана Армении и России. 
В 2022 году над расположением базы был проложен мост и проведена автомагистраль, соединяющая город Агдам с городом Барда в Карабахском экономическом районе Республики Азербайджан.

## Духовная ценность топонима Узундере
По некоторым источникам, танец Узундере связан именно с топонимом, расположенном на территории Агдама.
В советское время в Узундере был установлен памятник, выложенный цветными камнями, символизирующий въезд в город Агдам.
В ходе Первой Карабахской войны, вплоть до оккупации Ущелья в 1994, в Узундере, вдоль трассы Агдам-Барда была организована 2-я Аллея Шехидов (мучеников)  в Агдаме, которая была полностью вандализирована после оккупации.
Телеведущая Азербайджанского телевидения Гюнай Йелмаргызы (Günay Yelmarqızı), родом из города Агдам, объявившая передачу Агдамского района под контроль ВС Азербайджана, в своем стихотворении, посвященном этому событию, произнесла такую фразу: "...мы возвращаемся по дороге через Узун-Дере".

## Новая инфраструктура
После освобождения Узун-Дере исторический железнодорожный мост через него был восстановлен для линии Кочарли-Агдам, в то же время, автомобильная трасса Агдам-Барда была построена через этот географический объект[. 
Общая площадь подземной военной базы Узун-Дере равна общей площади города Агдам. Использование этого объекта в военных целях является предметом обсуждений в рамках программы "Великое возвращение". 
Военные укрепления, установленные в других частях топонима Узун-Дере, постепенно сносятся, а земли вокруг ущелья планируется передать в собственность муниципалитетов в соответствие с программой "Великое возвращение".